# Ntlhoi Motsamai
Ntlhoi Motsamai (1963, Mohale's Hoek) est une femme politique lésothienne.
En 1999, elle succède à John Teboho Kolane comme présidente de l'Assemblée nationale et devient ainsi l'une des rares femmes à occuper ce poste en Afrique. Elle occupe cette fonction jusqu'en 2012 avant d'y revenir en 2015. Elle reste en place jusqu'en 2017, date à laquelle elle est remplacée par Sephiri Motanyane (en).
En octobre 2021, elle est nommée ministre du Tourisme, de l'Environnement et de la Culture, après avoir été ministre de l'Éducation et de la Formation.